# In Memoriam Dylan Thomas

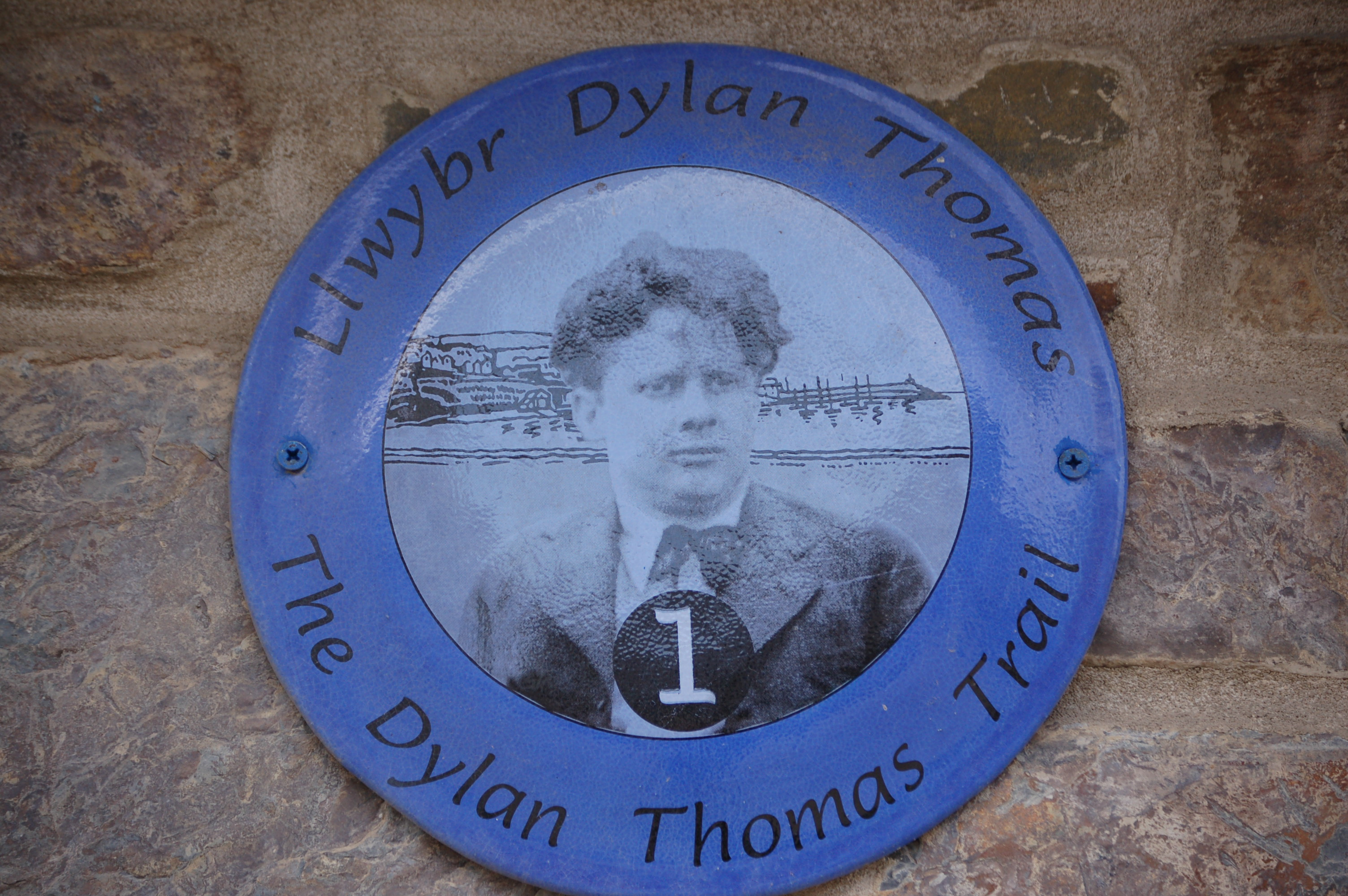
Dylan Thomas

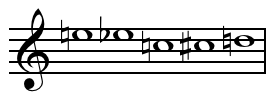
5-toons reeks van 'In memoriam Dylan Thomas'

In Memorian Dylan Thomas(W102) (complete titel: In Memoriam Dylan Thomas. Dirge-Canons and Song) is een compositie van Igor Stravinsky. Het is een klaagzang voor tenor, strijkkwartet en vier trombones op de dood van de Welshe dichter Dylan Thomas (1914-1953). Het werk, dat ca. 6 minuten duurt, werd in februari en maart 1953 gecomponeerd en werd o.l.v. Robert Craft voor het eerst uitgevoerd op 20 september 1954 tijdens een van de Monday Evening Concerts in Los Angeles.

## Ontstaansgeschiedenis
Stravinsky was vertrouwd met het werk van Thomas. In 1953 ontmoette hij in Boston Thomas in persoon en het contact was dermate goed dat hij Thomas voorstelde een libretto te schrijven voor een opera, iets dat door Thomas enthousiast werd ontvangen. Op weg vanuit Wales voor een volgende ontmoeting met Stravinsky in diens woonplaats Hollywood overleed Thomas onverwachts bij aankomst in New York. De geschokte Stravinsky wilde Thomas eren met een compositie en koos, op voorstel van Robert Craft(), als tekst het gedicht dat Thomas had geschreven op de dood van zijn vader, Do not go gentle into that good night:
| Do not go gentle into that good night | Nederlandse vertaling (Paul Claes) |
| --- | --- |
| Do not go gentle into that good night, Old age should burn and rave at close of day; Rage, rage against the dying of the light. Though wise men at their end know dark is right, Because their words had forked no lightning they Do not go gentle into that good night. Good men, the last wave by, crying how bright Their frail deeds might have danced in a green bay, Rage, rage against the dying of the light. Wild men who caught and sang the sun in flight, And learn, too late, they grieved it on its way, Do not go gentle into that good night. Grave men, near death, who see with blinding sight Blind eyes could blaze like meteors and be gay, Rage, rage against the dying of the light. And you, my father, there on the sad height, Curse, bless, me now with your fierce tears, I pray. Do not go gentle into that good night. Rage, rage against the dying of the light. | Ga in die goede nacht niet al te licht. De oude dag moet laaien en weerstaan; Raas, raas, tegen het sterven van het licht. De wijze, die eens voor het duister zwicht, Omdat zijn woord geen bliksemschicht kon slaan, Gaat in die goede nacht niet al te licht. De goede, na de laatste golf, wellicht Trok hem een groene baai tot dansen aan, Raast, raast tegen het sterven van het licht. De woeste, die zong van de zonneschicht, Tot ook hij leerde treuren om haar baan, Gaat in die goede nacht niet al te licht. De sombere, die met doods verblind gezicht Ogen als meteoren op ziet gaan, Raast, raast tegen het sterven van het licht. En jij, mijn vader, die daar droevig ligt, Vloek, zegen, mij met een verbeten traan. Ga in die goede nacht niet al te licht. Raas, raas tegen het sterven van het licht. |

Het 'In Memoriam Dylan Thomas' werd tijdens een van de 'Monday Evening Concerts' uitgevoerd als onderdeel van een herdenking voor Thomas; naast het korte werk van Stravinsky klonk een Bachcantate en een serie vroege werken uit de Barok, waaronder 'Fili mi, Absalon' uit Heinrich Schütz' 'Symphoniae sacrae' (Boek 1) (net als het 'In Memoriam' een werk met begeleiding van 4 trombones) ()()

## Opbouw van de compositie
Het korte werk is in drie delen: Dirge-Canons (Prelude) – Song – Dirge-Canons (Postlude)
Stravinsky beperkte zich in deze seriële compositie tot een beperkte reeks van vijf tonen (E-Es-C-Cis-D); deze beperking geeft het werk een vaag tonale sfeer (). 'De intervallen van mijn series worden aangetrokken door tonaliteit; ik componeer verticaal en dat betekent, in één zin op zijn minst, tonaal componeren' (). De vijf tonen omvatten een grote terts, opgebroken in halve tonen

## Oeuvre
Zie het Oeuvre van Igor Stravinsky voor een volledig overzicht van het werk van Stravinsky.

## Geselecteerde discografie
- In Memoriam Dylan Thomas in de 'Igor Stravinsky Edition' – deel 'Opera and Songs', Alexander Young, tenor, Columbia Chamber Ensemble o.l.v. Igor Stravinsky, Sony Classical, SM2K 46 298
- In Memoriam Dylan Thomas (met diverse liederen van Stravinsky), Robert Tear, tenor, Ensemble InterContemporain o.l.v. Pierre Boulez, Deutsche Grammophon, 431 751-2